# مک‌لین استیونسون
مک‌لین استیونسون (انگلیسی: McLean Stevenson؛ ۱۴ نوامبر ۱۹۲۷ – ۱۵ فوریهٔ ۱۹۹۶) یک هنرپیشه اهل ایالات متحده آمریکا بود. وی بین سال‌های ۱۹۶۲ تا ۱۹۹۳ میلادی فعالیت می‌کرد.